# Џо Алвин
Џозеф Метју Алвин (енгл. Joseph Matthew Alwyn; Лондон, 21. фебруар 1991) је енглески глумац познат по филмовима Били Лин (2016) и Миљеница (2018).

## Биографија
Џо Алвин је рођен 21. фебруара 1991. године. Одрастао је у северном Лондону где се и школовао. Праунук је композитора Вилијама Алвина. Његова је мајка психотерапеут, а отац сниматељ документарних филмова. Студирао је Енглески језик и драму на Бристолском универзитету и глуму у Краљевској централној школи говора и драме (енг.Royal Central School of Speech and Drama), која је део Лондонског универзитета. Дипломирао је 2015. године стекавши звање дипломирани уметник (енгл. Bachelor of Arts). Недуго затим добио је главну улогу у ратном играном филму Били Лин, заснованом на новели Била Фаунтејна. Играо је између осталог у филмовима Миљеница, Избрисани дечак, и Марија Стјуарт краљица Шкотске из 2018. године. Постао је планетарно познат као момак супер-поп звезде Тејлор Свифт, са којом је у вези од 2016. године, иако се пар труди да везу држи ван јавности.

## Филмографија
| Улоге Џо Алвин |                        |               |                                                                               |             |
| Година         | Српски назив           | Изворни назив | Улога                                                                         | Напомена    |
| 2016.          | Били Лин               |               | Били                                                                          |             |
| 2017.          | Осећај краја           |               | Адријан Фин                                                                   |             |
| 2018.          | Операција финале       |               | Клаус Ајхман                                                                  |             |
| 2018.          | Миљеница               |               | Машам                                                                         |             |
| 2018.          | Избрисани дечак        |               | Хенри                                                                         |             |
| 2018.          | Марија краљица Шкотске |               | Роберт Дадли                                                                  |             |
| 2019.          | Херијет                |               | Гидеон                                                                        |             |
| 2019.          | Божићна песма          |               | Боб Кретчит                                                                   | мини-серија |
| 2020.          | Америчка госпођица     |               | Он                                                                            | камео улога |
| 2020.          | Сувенир: део други     |               |                                                                               |             |
| 2024.          | Сва лица доброте       |               | проценитељ колекционарских предмета / алкохолисан путник у аутомобилу / Џозеф |             |
| 2024.          | Бруталиста             |               | Хари Ли ван Бјурен                                                            |             |